# Albert von Schrenck-Notzing
Baron Albert von Schrenck-Notzing var en föregångare inom den parapsykologiska forskningen. 
Schrenck-Notzing föddes 1862, han levde och verkade i München.
Sedan han blivit finansiellt oberoende genom sitt äktenskap gav han upp sitt läkaryrke och ägnade sig helt åt sin forskning. Schrenck-Notzing studerade bland annat telepati. Han ska ha träffat alla medier av vikt i dåtidens Europa innan sin död 1929. Särskilt studerade han mediet Eusapia Palladino som han följde över hela Europa och även inbjöd som gäst till München.
Schrenck-Notzing studerade också under flera år mediet Eva Carrières andematerialiseringar. Dessa studier presenterades i hans bok, Phenomena of Materialisations. Denna publicerades i Tyskland 1914 och är rikt illustrerad med fotografier (se ektoplasma).